# Thanh đạm vòi
Thanh đạm vòi hay thanh đạm hoa trắng (danh pháp hai phần: Coelogyne calcicola) là một loài phong lan.
Cây phân bố tại Myanmar, Lào, Trung Quốc, Việt Nam. Tại Việt Nam, cây có mặt ở các khu vực: Kon Tum, Đà Lạt.